# Salpingus planirostris
Salpingus planirostris är en skalbaggsart som först beskrevs av Fabricius 1787.  Salpingus planirostris ingår i släktet Salpingus, och familjen trädbasbaggar. Arten är reproducerande i Sverige.